# Nhà ông Hoàng có ma
Nhà ông Hoàng có ma là một bộ phim truyền hình được thực hiện bởi Hãng phim Hoàng Thần Tài do Hoàng Mập làm đạo diễn. Phim phát sóng vào lúc 19h45 hàng ngày bắt đầu từ ngày 8 tháng 6 năm 2018 và kết thúc vào ngày 13 tháng 7 năm 2018 trên kênh SCTV14.

## Nội dung
Nhà ông Hoàng có ma xoay quanh câu chuyện về gia đình ông hội đồng Bùi Hoàng (Huy Khánh). Bắt đầu từ những cái chết bí ẩn của 2 người hầu trong nhà, lần lượt từng người trong nhà bị nhát ma, bị ma giấu gây nên sự hoang mang, hoảng sợ. Ông hội đồng phải mời thầy Ba Mập (Hoàng Mập) và đệ tử là cô Xuân (Đặng Thu Thảo) về bắt ma.

## Diễn viên
- Huy Khánh trong vai Hội đồng Bùi Hoàng[7]
- Ngọc Lan trong vai Bà Hai Thắm[8]
- Chí Dũng trong vai Hoàng Đăng[9]
- Thùy Trang trong vai Bà Ba Lệ
- Hà Trí Quang trong vai Hoàng Sơn
- Đặng Thu Thảo trong vai Xuân
- Đông Dương trong vai Tiến
- Khánh Trinh trong vai Cam

Cùng một số diễn viên khác....

## Ca khúc trong phim
Bài hát trong phim là ca khúc "Sầu thiên thu" do Văn Tứ Quý sáng tác và Huỳnh Thật, Hồng Phượng thể hiện.

## Giải thưởng
| Năm  | Giải thưởng   | Hạng mục                                      | (Người) đề cử    | Kết quả   | Tham khảo |
| ---- | ------------- | --------------------------------------------- | ---------------- | --------- | --------- |
| 2018 | Ngôi Sao Xanh | Gương mặt truyền hình triển vọng              | Huỳnh Thảo Trang | Đoạt giải | [ 10 ]    |
| 2018 | Ngôi Sao Xanh | Nam diễn viên truyền hình được yêu thích nhất | Hà Trí Quang     | Đoạt giải | [ 11 ]    |
| 2018 | Ngôi Sao Xanh | Nam diễn viên truyền hình xuất sắc nhất       | Huy Khánh        | Đoạt giải | [ 11 ]    |
| 2018 | Ngôi Sao Xanh | Nam diễn viên truyền hình xuất sắc nhất       | Chí Dũng         | Đề cử     | [ 12 ]    |
| 2018 | Ngôi Sao Xanh | Nữ diễn viên truyền hình xuất sắc nhất        | Ngọc Lan         | Đề cử     | [ 12 ]    |
| 2018 | Ngôi Sao Xanh | Nữ diễn viên truyền hình xuất sắc nhất        | Thùy Trang       | Đề cử     | [ 12 ]    |
| 2018 | Ngôi Sao Xanh | Phim truyền hình xuất sắc nhất                | —                | Đề cử     | [ 12 ]    |